# كولان (مازو)
کولان (بالفارسية: کولان) هي قرية تقع في قسم مازو الريفي، بمقاطعة أنديمشك التابعة لمحافظة خوزستان، إيران.